# شهرستان تایگو
شهرستان تایگو (به لاتین: Taigu County) یک شهرستان‌های جمهوری خلق چین در چین است که در جینجونگ واقع شده‌است. شهرستان تایگو ۱٬۰۳۴ کیلومتر مربع مساحت و ۲۸۰٬۰۰۰ نفر جمعیت دارد.